# Akademiet i Lund
Akademiet i Lund, Studium Generale, var Danmarks første egentlige professionshøjskole, indrettet ved Gråbrødreklostret i Lund i 1425, og var i brug til reformationen i 1536. Studium Generale er en samtidig betegnelse for nogle af de ældste europæiske universiteter. Akademiet betragtes af nogle som en forløber for Lunds Universitet.
Studium Generale i Lund blev oprettet ved Gråbrødreklostret i Lund i 1432. Det kunne dog første påbegynde sin virksomhed i 1438 efter sanktionering fra ordens generalkapitel. Præcis hvor længe akademiet fortsatte er ikke kendt, men sandsynligvis bestod den frem til den danske reformation i 1536, hvorefter gråbrødrene blev bortdrevet, og klostret blev revet ned. På skolen kunne man opnå den daværende laveste akademiske grad, baccalaureus, der nogenlunde svarede til den senere kandidateksamen.
Den bevarede dokumentation af virksomheden ved Lunds studium generale er ringe og udgøres i praksis af skolens bevarede segl, der forestiller en forelæser ved et kateder med et antal studerende foran sig, og et mindre antal håndskrifter, som nu indgår i Lunds universitetsbiblioteks bestand.